# اوپلونتیس
اوپلونتیس یک سایت باستانی رومی است که در شهر توره آنونزیاتا، در جنوب ناپل در منطقه کامپانیا در جنوب ایتالیا واقع شده‌است. سایت حفاری شده شامل دو ویلا رومی است که شناخته شده‌ترین آنها ویلا A است که به اصطلاح ویلا Poppaea نامیده‌می‌شود.
مانند شهرهای نزدیک پمپئی و هرکولانیوم، اوپلونتیس در طول فوران آتشفشانی کوه وزوویوس در سال ۷۹ پس از میلاد در خاکستر مدفون شد. با این حال، نیروی فوران حتی قوی‌تر از این شهرها بود، زیرا نه تنها سقف‌ها فرو‌ ریختند، بلکه دیوارها و ستون‌ها شکستند و قطعات به طرفین پرتاب‌شدند.

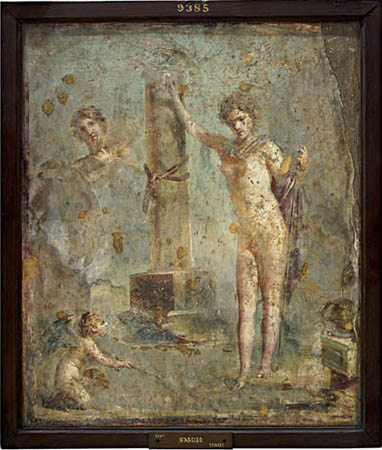
نقاشی دیواری از ویلا کایوس سیکولیوس کایوس فیلیوس

شهر اوپلونتیس احتمالاً در زیر جایی که امروزه توره آنونزیاتا قرار دارد توسعه یافته‌است. کاوش‌ها ساختمان‌هایی را به‌ویژه در ضلع شرقی و غربی شهر، یکی شرقی در مجاورت ویلای A و دیگری تقریباً در مرز آن با توره دل گرکو نشان داده‌اند. تصور می‌شود که در دوران باستان، مانند جاهای دیگر (به عنوان مثال در هرکولانیوم و استابیا)، ویلاهای مسکونی مجلل مانند ویلا A در کنار ساحل قرار داشتند، در حالی که بیشتر ویلاهای مولد (کشاورزی) دورتر در داخل کشور قرار داشتند.